# Колс-Ранч (Аризона)
Колс-Ранч (англ. Kohls Ranch) — переписна місцевість (CDP) в США, в окрузі Гіла штату Аризона. Населення — 30 осіб (2020).

## Географія
Колс-Ранч розташований за координатами 34°19′16″ пн. ш. 111°5′2″ зх. д. / 34.32111° пн. ш. 111.08389° зх. д. (34.321053, -111.083855).  За даними Бюро перепису населення США в 2010 році переписна місцевість мала площу 3,03 км², уся площа — суходіл.

## Демографія
Згідно з переписом 2010 року, у переписній місцевості мешкало 46 осіб у 23 домогосподарствах у складі 15 родин. Густота населення становила 15 осіб/км².  Було 127 помешкань (42/км²).
Расовий склад населення:
| - 93,5 % — білих - 4,3 % — чорних або афроамериканців - 2,2 % — осіб інших рас |

До двох чи більше рас належало 0,0 %. Частка іспаномовних становила 2,2 % від усіх жителів.
За віковим діапазоном населення розподілялося таким чином: 15,2 % — особи молодші 18 років, 45,7 % — особи у віці 18—64 років, 39,1 % — особи у віці 65 років та старші. Медіана віку мешканця становила 60,0 року. На 100 осіб жіночої статі у переписній місцевості припадало 119,0 чоловіків;  на 100 жінок у віці від 18 років та старших — 105,3 чоловіків також старших 18 років.
Цивільне працевлаштоване населення становило 32 особи. Основні галузі зайнятості: науковці, спеціалісти, менеджери — 68,8 %, роздрібна торгівля — 31,3 %.